# Мозак (Верхняя Гаронна)
Моза́к (фр. Mauzac, окс. Mausac) — коммуна во Франции, находится в регионе Юг — Пиренеи. Департамент — Верхняя Гаронна. Входит в состав кантона Карбон. Округ коммуны — Мюре.
Код INSEE коммуны — 31334.

## География
Коммуна расположена приблизительно в 620 км к югу от Парижа, в 29 км к юго-западу от Тулузы.
По территории коммуны протекает река Гаронна.

## Климат
Климат умеренно-океанический. Зима мягкая и снежная, весна характеризуется сильными дождями и грозами, лето сухое и жаркое, осень солнечная. Преобладают сильные юго-восточные и северо-западные ветры.

## Население
Население коммуны на 2010 год составляло 1111 человек.
| 1962 | 1968 | 1975 | 1982 | 1990 | 1999 | 2010 |
| ---- | ---- | ---- | ---- | ---- | ---- | ---- |
| 342  | 318  | 377  | 489  | 562  | 684  | 1111 |

## Администрация
| Период | Период | Фамилия     | Партия                  | Примечания |
| ------ | ------ | ----------- | ----------------------- | ---------- |
| 1971   | 2008   | Леон Одубер | Социалистическая партия |            |
| 2008   | 2020   | Эрик Сала   | Социалистическая партия |            |

## Экономика
В 2010 году среди 718 человек трудоспособного возраста (15—64 лет) 593 были экономически активными, 125 — неактивными (показатель активности — 82,6 %, в 1999 году было 77,0 %). Из 593 активных жителей работали 531 человек (279 мужчин и 252 женщины), безработных было 62 (29 мужчин и 33 женщины). Среди 125 неактивных 49 человек были учениками или студентами, 45 — пенсионерами, 31 были неактивными по другим причинам.

## Достопримечательности
- Церковь Св. Стефана (XV век). Исторический памятник с 1999 года[4]

## Фотогалерея

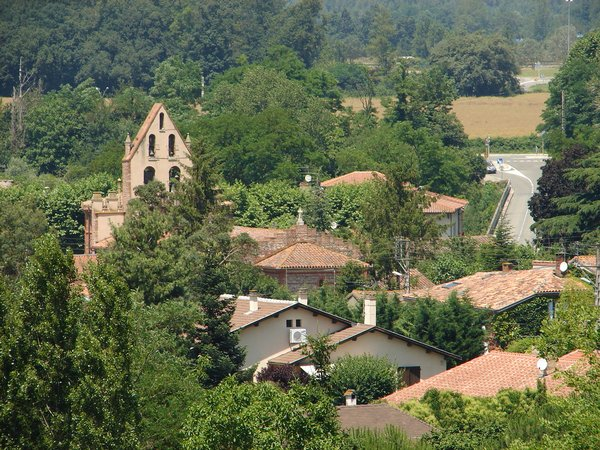
Мозак
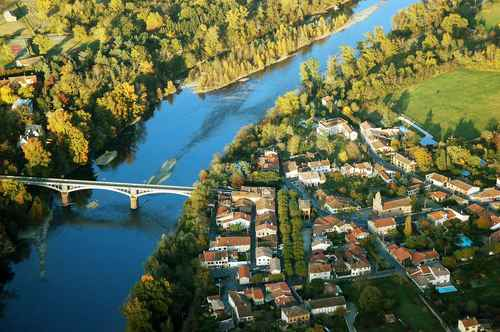
Мозак и река Гаронна
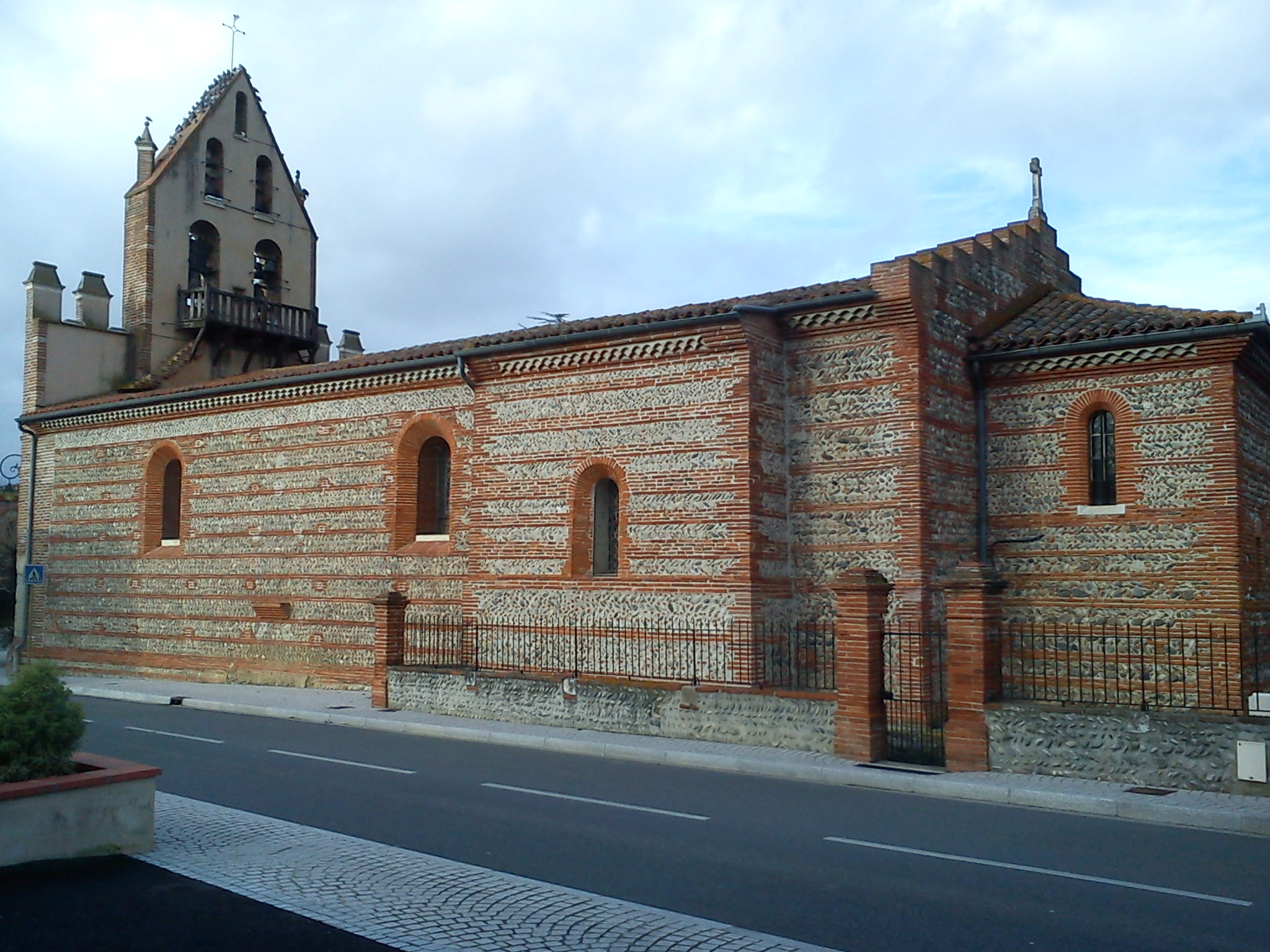
Церковь Св. Стефана
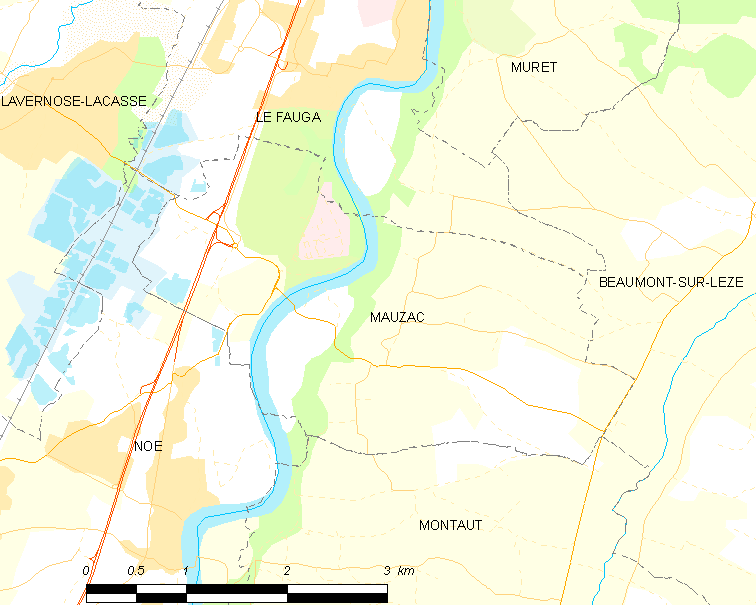
Карта коммуны